# Solliciteur général du cabinet fantôme
 (décembre 2024).
Le solliciteur général du cabinet fantôme (Shadow Solicitor General en anglais), ou solliciteur général pour la juridiction d’Angleterre-et-Galles du cabinet fantôme (Shadow Solicitor General for England and Wales en anglais) est un bureau au sein de la politique britannique détenu par un membre de la loyale opposition de Sa Majesté. Le devoir du titulaire du poste est de contrôler les actions de le solliciteur général et d'élaborer des politiques alternatives.

## Liste des titulaires
- Jonathan Djanogly
- Maria Eagle
- Catherine McKinnell
- Karl Turner
- Jo Stevens
- Nick Thomas-Symonds
- Ellie Reeves[1]